# Nationaal park Lower Zambezi
Het nationaal park Lower Zambezi is een nationaal park in Zambia. Het ligt op de noordelijke oever van de Zambezi in het zuidoosten van het land. Tot 1983, toen het gebied werd uitgeroepen tot nationaal park, was het het privé wildreservaat van de president van Zambia. Dit betekende dat het park werd beschermd tegen massatoerisme en nu nog steeds een van de weinige ongerepte wildernisgebieden in Afrika is. Op de tegenoverliggende oever ligt het Mana Pools National Park in Zimbabwe. De twee parken liggen aan de uiterwaarden van de Zambezi, omringd door bergen. Het park is onderdeel van de Kavango-Zambezi Transfrontier Conservation Area.
Het park loopt geleidelijk af van de Zambezi Escarpment tot aan de rivier en doorkruist twee belangrijke ecoregio's van savannebossen die zich onderscheiden door de dominante boomsoorten miombo en mopane: zuidelijke miombobossen op hoger gelegen grond in het noorden en mopanebossen van de Zambezi op lagere hellingen in het zuiden. Aan de rand van de rivier ligt een riviervlaktegebied.
Het park zelf wordt omringd door een veel groter wildbeheergebied (Game Management Area, meestal GMA genoemd); er zijn geen hekken tussen het park en de GMA en zowel dieren als mensen kunnen vrij rondlopen in het hele gebied. Een van de attracties van het nationaal park Lower Zambezi en de omliggende GMA is de afgelegen ligging. Er zijn geen verharde wegen en het is onwaarschijnlijk dat toeristen andere toeristen tegenkomen. Er is een vliegveld met vluchten van Proflight Zambia.
De meeste grote zoogdieren in het nationale park komen samen in de riviervlakten, waaronder de kafferbuffel, een grote savanneolifantenpopulatie, leeuwen, Afrikaanse luipaarden, veel antilopesoorten, krokodillen en nijlpaarden. Af en toe wordt de Afrikaanse wilde hond gezien. Er zijn ook een groot aantal vogelsoorten.
In 2011 deed Mwembeshi Resources Limited een voorstel voor kopermijnbouw in het Lower Zambezi National Park. De nieuwe mijn kreeg de naam Kangaluwi Mine en hun aanvraag werd in 2014 goedgekeurd, waarna de mijnbouw in 2023 van start zou gaan. In mei 2023 kreeg Mwembeshi Resources het bevel van het Zambia Environmental Management Agency en het Ministry of Green Economy and Environment om de mijnbouw op de locatie te staken omdat ze de voorwaarden hadden geschonden. Natuurbeschermers verklaarden dat de mijnbouw negatieve gevolgen zou hebben voor het toerisme in het land, de verschillende diersoorten en de Zambezi.

## Galerij

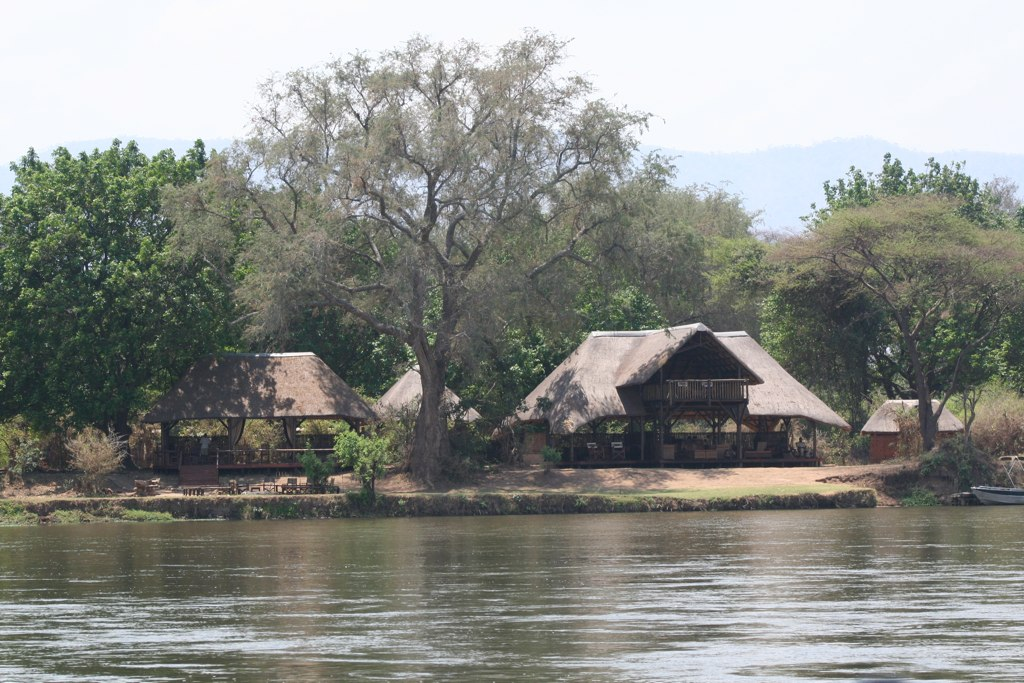
Chiawa Camp
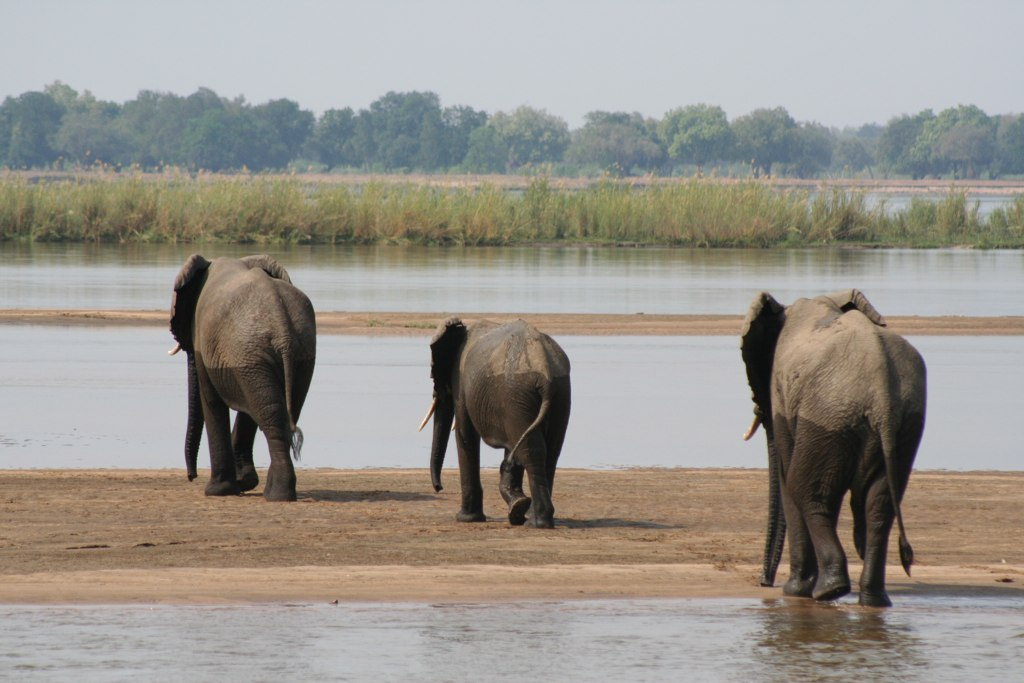
Savanneolifanten steken de rivier over
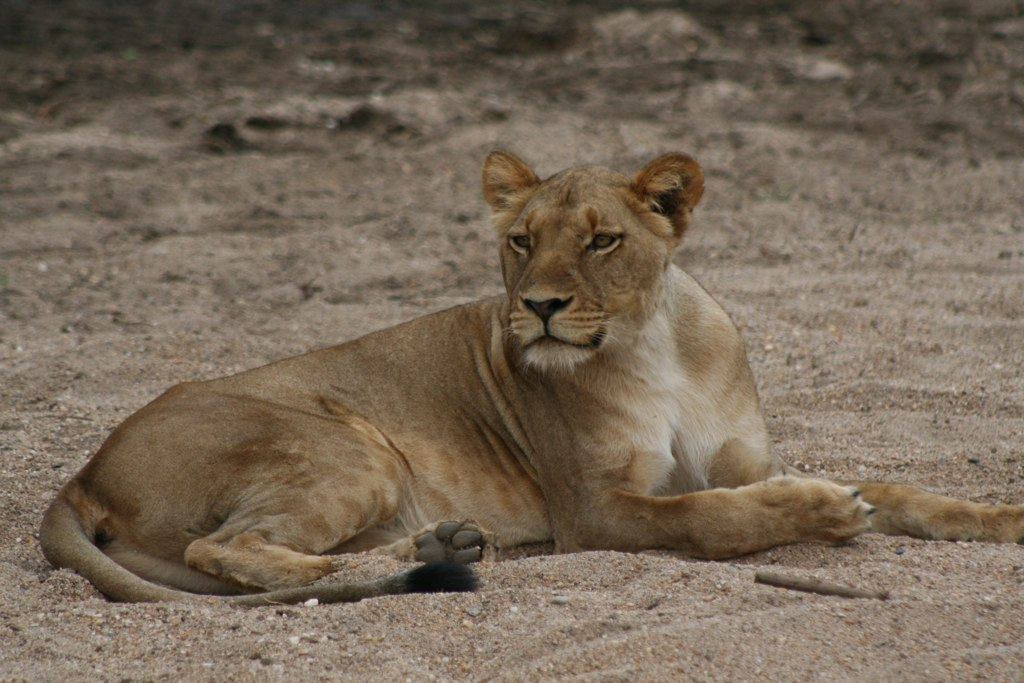
Leeuwin
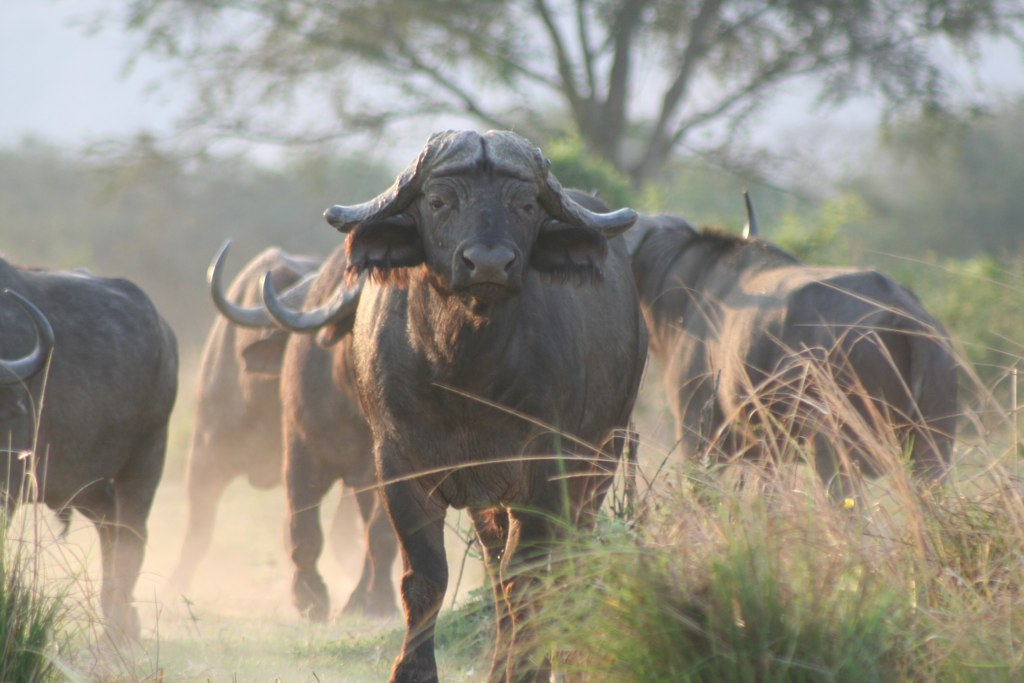
Kafferbuffel
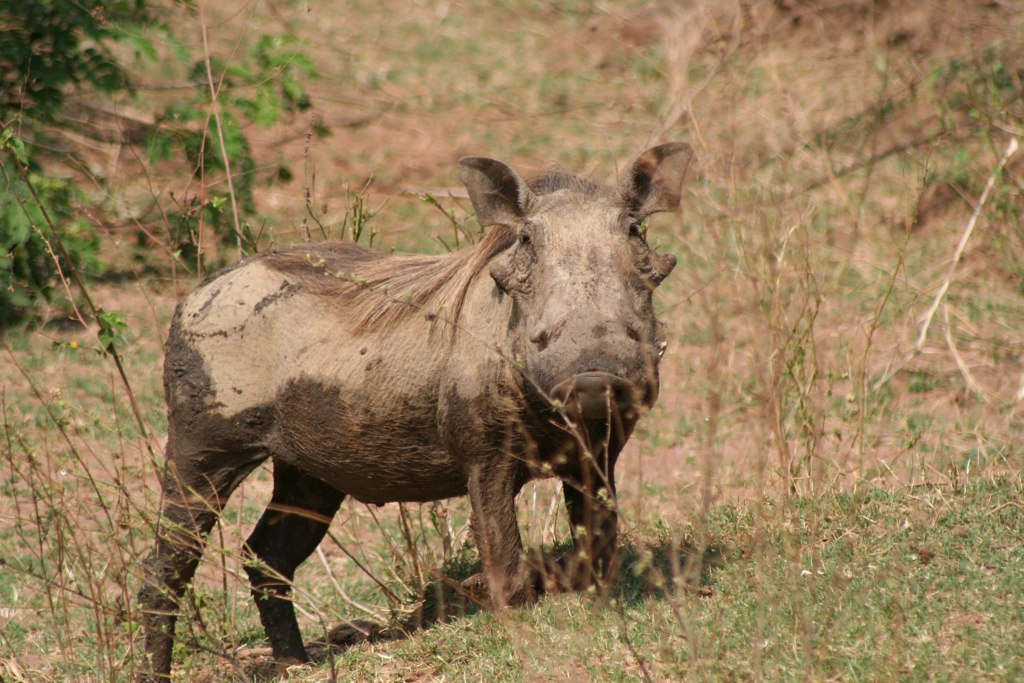
Knobbelzwijn
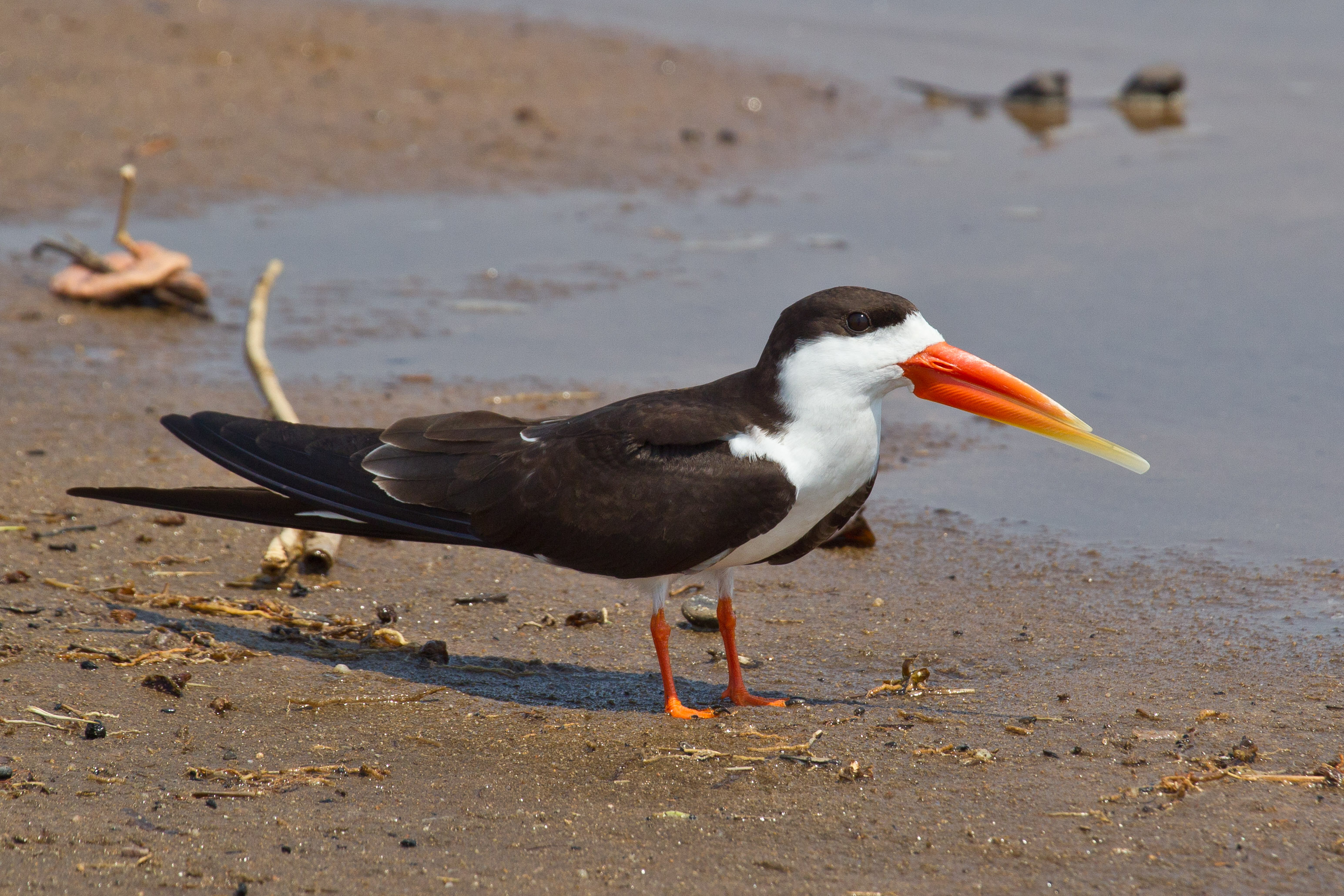
Afrikaanse schaarbek